# La Chope des Puces
La Chope des Puces ist ein Bar-Restaurant und eine Veranstaltungsstätte des Jazz in der Rue des Rosiers 122 in Saint-Ouen bei Paris und gilt als „die historische Hochburg des Pariser Gypsy-Swing“.

## Geschichte
Das Chope des Puces war ursprünglich eine Herberge für Wanderarbeiter, die auch von Händlern der angrenzenden Flohmärkte genutzt wurde. An der nächsten Straßenecke stand 1928 der Wohnwagen von Django Reinhardt, in dem er bei dessen Brand schwere Verbrennungen erlitt. Im Bistro, das damals Chez Marcel hieß und vor allem von Manouches besucht wurde, deren Wohnplätze in der Nähe waren, wurde bereits damals Musik gemacht.
Seit 1965 finden in der Bar La Chope des Puces samstags und sonntags an den Nachmittagen organisierte Konzerte mit Gipys-Jazz statt. Zunächst leitete Mondine Garcia die Sessions, später Ninine Garcia. Sie traten dort regelmäßig mit Gästen wie Tchavolo Schmitt, Romane, Serge Krief, Thomas Dutronc oder Moreno auf. 1969 wurden dort bereits Aufnahmen für eine EP von Mondine Garcia mit Niglo Landauer und Latouille gemacht (später gesammelt auf dem Album Les Manouches de Saint Ouen). Jüngere Musiker wie Aurélien Bouly oder Samy Daussat kamen zum Lernen. Stammgäste ihrer Darbietung waren Persönlichkeiten wie Hugues Aufray, Nicoletta, Alain Jean-Marie, Marcel Campion oder André Jorro. Die Weltmusikband Bratsch hat das Lokal in einem Song verewigt.

## Ausbau zu einem Musikzentrum

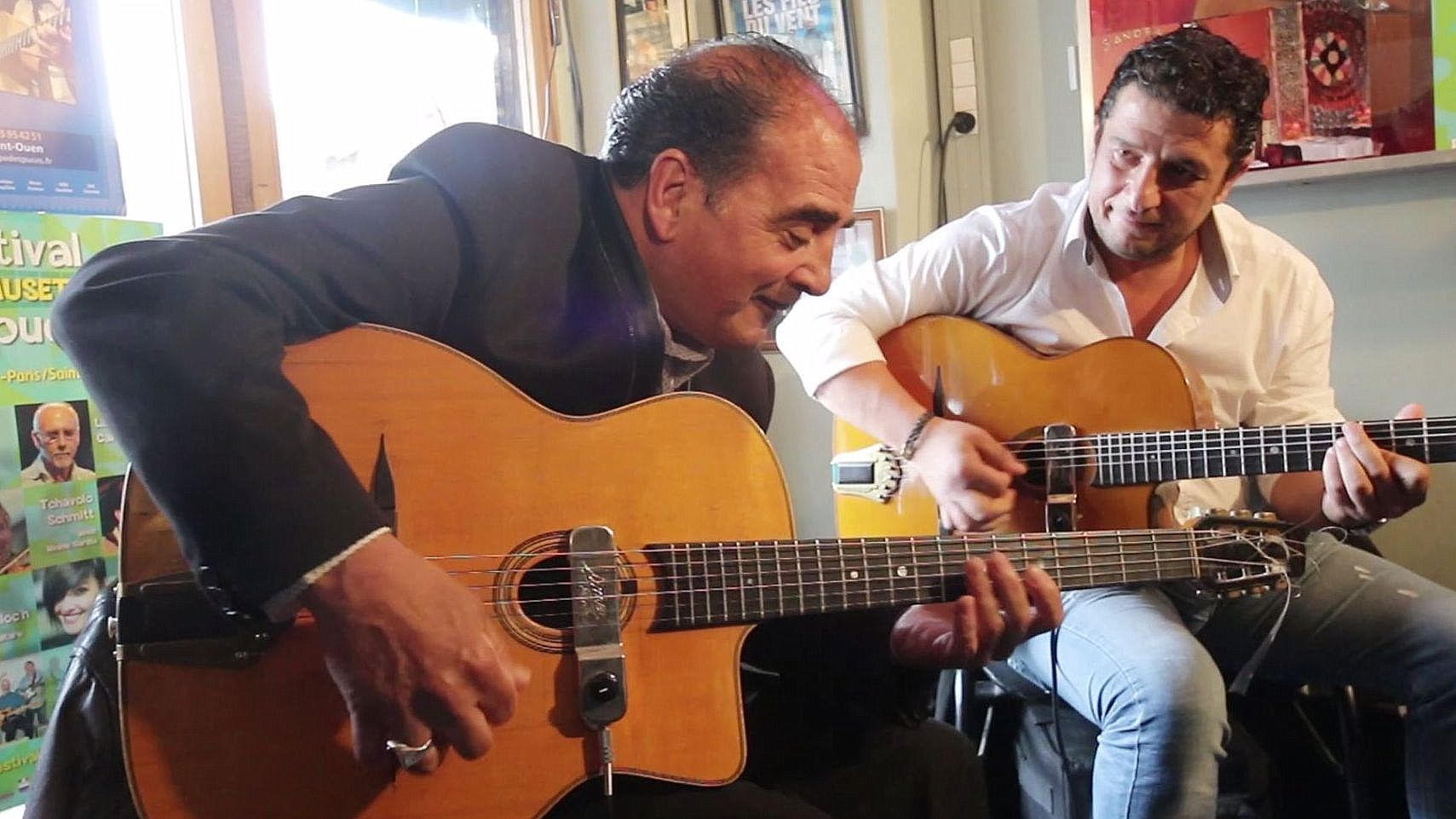
Tchavolo Schmitt (links) mit Steeve Laffont im Chope des Puces (2016)

2008 kaufte Marcel Campion das Gebäude. Er ließ es modernisieren, Wände einreißen und die Fläche des großen Saals vergrößern, in dem Sonntags mittags weitere Konzerte zum Brunch stattfinden, bei denen auch Acts wie Boulou und Elios Ferré oder das Trio von Angelo Debarre auftreten. Bar und Restaurant werden heute von Sylvie Lacombe geleitet. Zudem wurde im Obergeschoss die Jazzschule La Swing Roman e Académie und ein Aufnahmestudio eingerichtet. Im Haus befindet sich weiterhin eine Gitarrenbauwerkstatt und eine Zweitwohnung für Musiker wie Tchavolo Schmitt.